# Ке-ан-Шартрёз
Ке-ан-Шартрёз (фр. Quaix-en-Chartreuse) — коммуна во Франции, находится в регионе Рона — Альпы. Департамент коммуны — Изер. Входит в состав кантона Сент-Эгрев. Округ коммуны — Гренобль.
Код INSEE коммуны — 38328. Население коммуны на 1999 год составляло 740 человек. Населённый пункт находится на высоте от 270 до 1689 метров над уровнем моря. Муниципалитет расположен на расстоянии около 480 км юго-восточнее Парижа, 90 км юго-восточнее Лиона, 8 км севернее Гренобля. Мэр коммуны — Pierre Faure, мандат действует на протяжении 2001—2008 гг.
Динамика населения (INSEE):